# 완나노사우루스
완나노사우루스(Wannanosaurus)는 중생대 백악기 후기(약 8,000만년 전), 오늘날의 아시아 대륙에서 서식한 초식공룡이다. '조반류'에 속한다. 학명은 최초 화석이 발견된 지명에서 유래되었고, "환남(완난)의 도마뱀"이라는 뜻을 가지고 있다. 전체 몸 길이는 약 60cm정도이다. 두개골은 돔 형태의 반구형이다.